# Église Notre-Dame-de-l'Assomption de Villecresnes
L'église Notre-Dame-de-l'Assomption est une église paroissiale située rue du Lieutenant-Dagorno sur la commune de Villecresnes, dans le Val-de-Marne, en France.
En 1097, une donation faite sur le territoire de Villecresnes, en faveur de l'abbaye de Saint-Martin-des-Champs y évoque une église, dont il reste la base du clocher et un pan de mur aux pierres. Au XIIIe siècle, un collatéral sud est bâti. Le village est détruit pendant la guerre de Cent Ans, puis par les protestants en 1562, les Lorrains au XVIIe. De 1859 à 1863, les contreforts du clocher sont refaits. En 1981 la base du clocher et la façade ouest sont restaurées dans leur aspect du XIe siècle. 
L'église est ornée d'un tableau de 1723 réalisé par le peintre Ludovic Weijandt, copie d'une œuvre de Guido Reni, et représentant l'adoration des bergers, et d'une statue classée Monument historique, « La Vierge à l'Enfant ».